# Estepa joana
L'estepa joana (Hypericum balearicum) és una planta de la família de les hipericàcies endèmica de les Illes Balears.
El seu hàbitat està constituït per brolles (Rosmarinetea officinalis) principalment en indrets pedregosos.
Es localitza sobretot a la serra de Tramuntana de Mallorca, però també la podem trobar a les serres de Llevant, sobretot a la part d'Artà. També existeix a Menorca, a Eivissa i a la Dragonera.
És un arbust de 50-100 cm, glandulós, berrugós, de tiges ramificades, molt fulloses, tetràgones i dretes. Fulles petites, semiamplexicaules, ovals, obtuses, de marge ondulat i amb el limbe cobert de vesícules transparents. Flors grans, solitàries, de color groc daurat. 5 sèpals desiguals, ovals, obtusos. 5 pètals finament estriats, més llargs que els sèpals i que els estams. Gineceu format per 1 ovari súper, 5 estis i 5 estigmes. Fruit en càpsula glandulosa, viscosa, de secció pentagonal, amb 5 cavitats.
La floració té lloc entre entre els mesos de primavera i tardor.

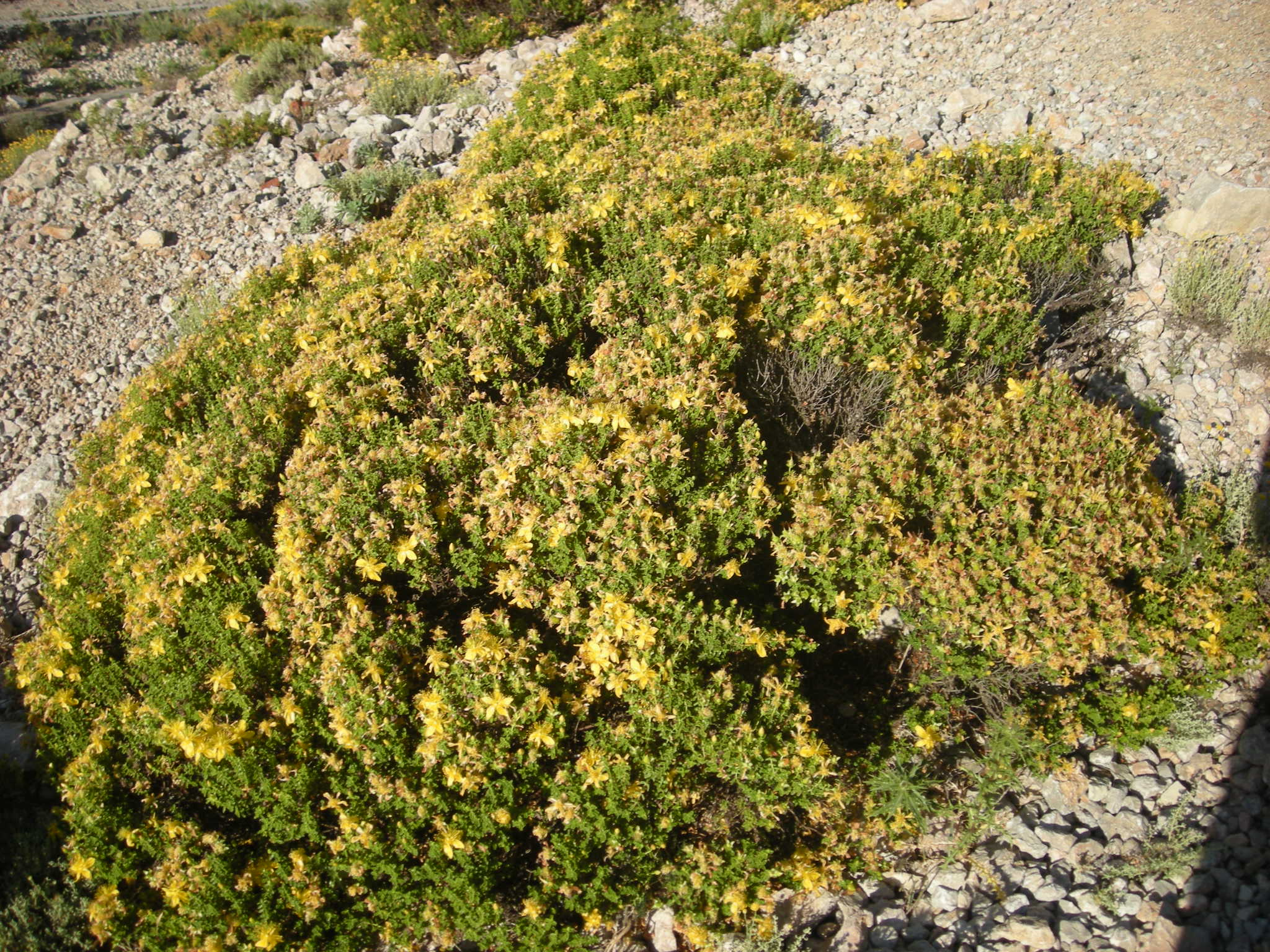
Un exemplar prop del cim del puig Major, a Mallorca